# Filip Prebsl
Filip Prebsl, né le 4 mars 2003 à Prague en Tchéquie, est un footballeur tchèque qui évolue au poste de défenseur central au Górnik Zabrze en prêt du SK Slavia Prague.

## Biographie

### En club
Né à Prague en Tchéquie, Filip Prebsl commence le football avec le SK Třeboradice avant de rejoindre l'un des clubs les plus importants du pays, le SK Slavia Prague, où il poursuit sa formation. Il commence toutefois sa carrière professionnelle avec le Viktoria Žižkov, étant prêté en février 2021 jusqu'à la fin de la saison. Il joue son premier match le 11 février 2021, lors d'une rencontre de coupe de Tchéquie face au Slovan Liberec. Il est titularisé et son équipe s'incline par trois buts à un après prolongations.
En février 2022, Filip Prebsl rejoint le Slovan Liberec sous la forme d'un prêt d'un an et demi.
Prebsl inscrit son premier but en professionnel avec le Slovan Liberec, le 5 mars 2023, lors d'une rencontre de championnat face au Bohemians 1905. Titulaire, il ne peut empêcher la défaite de son équipe malgré son but (1-3 score final).
Le 8 février 2025, Filip Prebsl rejoint le club polonais du Górnik Zabrze sous la forme d'un prêt jusqu'à la fin de la saison,.

### En sélection
En octobre 2023, Filip Prebsl est convoqué pour la première fois avec l'équipe de Tchéquie espoirs par le sélectionneur Jan Suchopárek. Il joue son premier match avec les espoirs lors de ce rassemblement, le 13 octobre 2023 contre le pays de Galles. Il est titularisé et les deux équipes se neutralisent (1-1 score final),.